# Distretto di Xindian
Il distretto di Xindian (cinese tradizionale: 新店區; tongyong pinyin: Sīndiàn Qū; pinyin: Xīndiàn Qū; Wade-Giles: Hsin-tien Chu; jyupting: san1 dim3 si5; poj: Sin-tiàm-chhī) è un distretto di Taiwan, situata nella parte meridionale della municipalità di Nuova Taipei. Xindian è la pronuncia del nome della città in Hanyu Pinyin, ufficializzata dopo il 1º gennaio 2009.
Essendo Xindian una delle città satelliti della capitale Taipei, un'alta percentuale dei suoi abitanti si sposta in massa durante la giornata per andare a lavorare nella metropoli.
Fino al 25 dicembre 2010 era una città nella contea di Taipei.

## Storia
Il nome di Xindian risale a circa 300 anni fa, durante il dominio della dinastia Qing. Secondo una leggenda, un uomo di nome Lin arrivò nel luogo dove si trova oggi la città insieme ad altre persone da Quanzhou, nel Fujian. Su una strada di montagna in direzione di Wulai, essi costruirono una piccola baita ed aprirono un negozio di alimentari per commerciare con gli aborigeni della montagna. Visto che il negozio non aveva nessun nome ufficiale, i viaggiatori ed i passanti iniziarono a chiamarlo "Xindian" (新店), che in cinese vuol dire letteralmente nuovo negozio.
Una delle aree che solitamente non viene percepita come parte della città è Ankeng, situata in mezzo ad una valle sul lato occidentale del fiume Xindian e tuttavia sotto la giurisdizione del governo cittadino. Il villaggio era in origine chiamato Ankengzi (暗坑仔), nome rappresentativo della florida vegetazione che circondava l'area. Tuttavia, nel periodo della censura il nome fu giudicato indecente e fu cambiato in Ankeng (安坑).
Dal 1956 al 1996, Xindian fu governata dal governo del partito Kuomintang, in esilio dalla Cina continentale e proveniente dalla provincia del Fujian.

## Geografia fisica

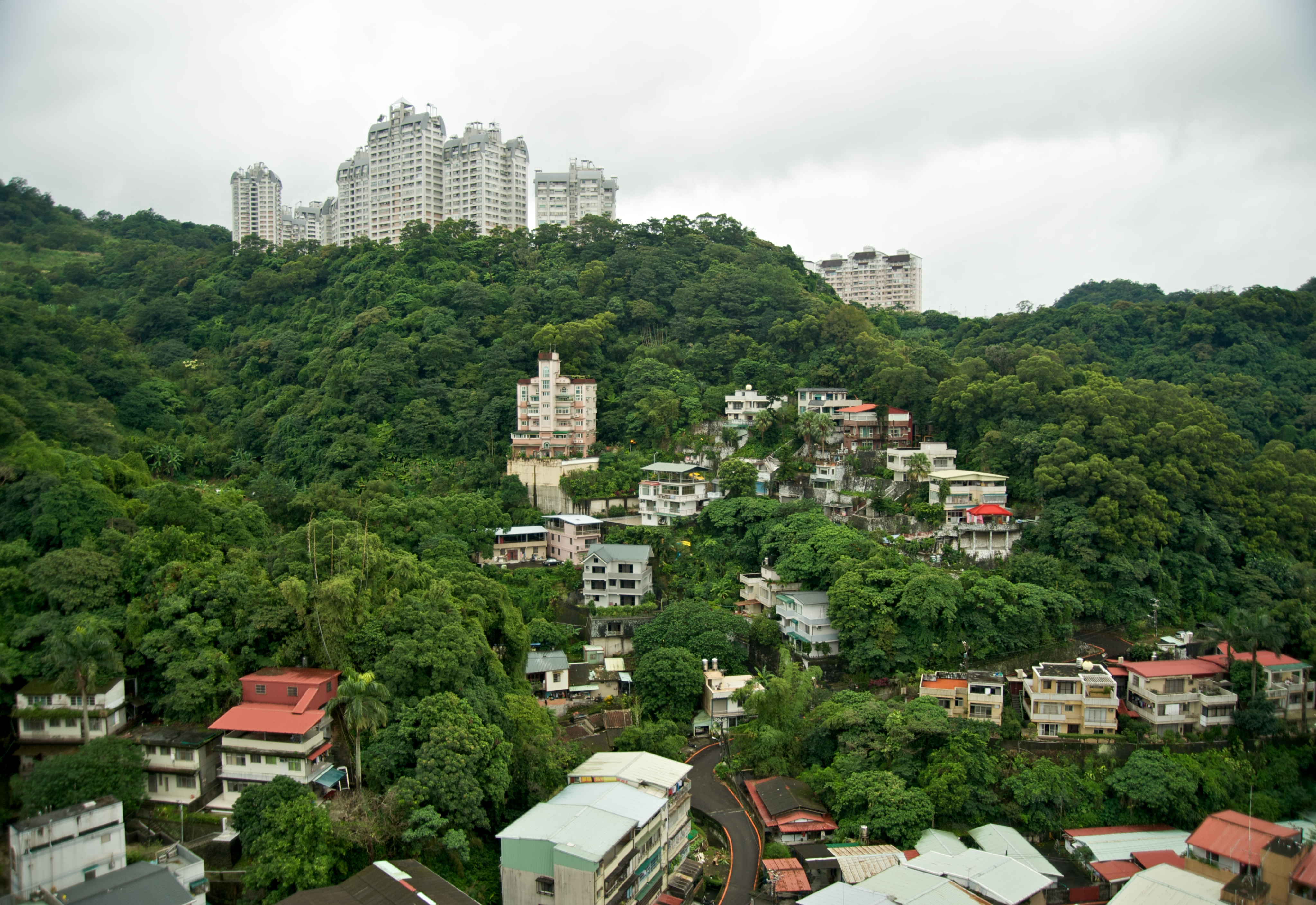
Edifici residenziali sul lato della collina

Xindian si trova all'angolo meridionale del bacino di Taipei, in mezzo alla pianura che divide il fiume Xindian ed i suoi affluenti dalle montagne della catena montuosa Xueshan. In mezzo alla città i fiumi Nanshi e Beishi si uniscono per andare a formare lo Xindian, che si chiama così proprio in onore del luogo della sua formazione. Il fiume scorre da sud a nord, dividendo la città nelle sue due sponde est ed ovest, fin quando non va esso stesso ad unirsi al fiume Danshui come affluente. L'area ad ovest del fiume, Ankeng, copre una larga fetta della superficie cittadina, tuttavia il suo centro economico, residenziale, commerciale ed amministrativo si trova sulla riva est ed ha il nome di Dapinglin (大坪林). Nella regione di Ankeng, la popolazione è concentrata soprattutto nelle comunità residenziali sul lato della collina.
Essendo localizzata a sud della contea di Taipei, la città confina a nord con il Distretto Wenshan della stessa capitale e con il fiume Chingmei, ad est con la città di Shiding, a sud con la cittadina rurale di Wulai e ad ovest con la cittadina di Sanxia. Rispetto ad altre città della stessa contea, Xindian è una delle più influenzate dalla vicinanza della capitale Taipei; molti progetti pubblici, infatti, sono stati resi parte della città, come la diga Feitsui e quattro fermate della metropolitana di Taipei.

## Panoramica
Xindian può essere considerata una delle città satelliti di Taipei. Sebbene negli anni '80 del ‘900 fosse ancora considerata sottosviluppata, un grande aiuto per lo sviluppo cittadino provenne dalla costruzione della strada a quattro corsie Zhongxing, importante snodo dei trasporti. Le aree a sud del lago Xiaobitan, tuttavia, sono ancora agricole. Dopo l'apertura della seconda autostrada nazionale, altra fonte di sviluppo fu la costruzione di grandi parcheggi lungo il lago Xiaobitan ed il fiume Xindian. Il boom finale di benessere economico ha investito l'area in seguito alla costruzione della metropolitana di Taipei, che raggiunge Xindian con quattro stazioni. L'ultima grande strada cittadina è stata costruita nel 2004, quando a causa dell'apertura del polo ospedaliero Tzu Chi si sono venute a creare situazioni di traffico ingente.
Messa a confronto con altre città a livello nazionale, tuttavia, Xindian non è ancora al massimo del suo sviluppo economico moderno. A farla da padroni nella città sono i mercati tradizionali, che hanno accumulato sulle spalle decenni di storia.
Per quanto riguarda la sicurezza, il Dipartimento di Polizia della Contea di Taipei ha dieci divisioni stanziate a Xindian. Inoltre, hanno i propri quartieri generali nella città l'agenzia investigativa degli incidenti e dei casi aeromobili di Taiwan ed il Concilio per la Sicurezza nell'Aviazione.

## Società

### Evoluzione demografica
- Popolazione totale: 295.076 (giugno 2010)[3]
  - Popolazione maschile: 144.723
  - Popolazione femminile: 150.353
- Aumento demografico: 0.65% all'anno (2010)[1]
- Beni immobili: 115.395[3]
- Isolati: 1447[3]

## Istruzione

### Università
- Università Jinwen di Scienze e Tecnologia

## Infrastrutture e trasporti
- Metropolitana di Taipei, Linea Xindian (4 fermate)
- Autostrada nazionale no. 3

## Economia

### Turismo
- Bitan (碧潭, Lago Verde)
- Ponte di Bitan (碧潭橋)
- Villaggi Zhongyang (中央新村)
- Serbatoio magmatico Feicui (翡翠水庫)
- Fiume Xindian (新店溪)
- Xiaobitan (小碧潭, Piccolo Lago Verde)
- Giardino botanico Erbazi (二叭子植物園)
- Museo della Storia di Xindian (新店文史館)
- Montagna della Testa di Leone (獅頭山)
- Montagna della Piccola Testa di Leone (小獅頭山)[4]
- Museo delle Sculture e Miniature Chen Feng-hsien (陳逢顯毫芒雕刻博物館)